# Cereibacter sphaeroides
Cereibacter sphaeroides (früher Rhodobacter sphaeroides, Rhodopseudomonas sph(a)eroides, …; in der GTDB provisorisch Cereibacter_A sphaeroides) ist eine Spezies von Purpurbakterien, einer Gruppe von Bakterien, die Energie durch Photosynthese gewinnen können.
Die besten Wachstumsbedingungen für C. sphaeroides sind anaerobe Phototrophie (photoheterotroph und photoautotroph), bzw. in Abwesenheit von Licht aerobe Chemoheterotrophie.
C. sphaeroides ist auch in der Lage, Stickstoff zu fixieren.
Die Spezies ist metabolisch bemerkenswert vielfältig, da sie in der Lage ist, durch Fermentation sowie aerobe und anaerobe Atmung heterotroph zu wachsen. Diese metabolische Vielseitigkeit hat die Untersuchung von C. sphaeroides als mikrobielle Zellfabrik für biotechnologische Anwendungen interessant gemacht.
C. sphaeroides wurde aus tiefen Seen und stehenden Gewässern isoliert.
C. sphaeroides ist der am häufigsten verwendete Modellorganismus für die bakterielle Photosynthese und damit einer der wichtigsten Organismen für die Erforschung dieses Vorgangs.
Die Spezies benötigt keine ungewöhnlichen Wachstumsbedingungen und ist äußerst effizient.
Die Regulierung seiner Photosynthesemaschinerie ist für die Forschung von großem Interesse, da C. sphaeroides über ein kompliziertes System zur Erkennung von O2-Schwankungen verfügt.
Außerdem bildet C. sphaeroides Einstülpungen (englisch invaginations) in seiner Zellmembran, wenn es einer Verringerung des Sauerstoffpartialdrucks ausgesetzt ist.
Dabei ist in diesen Einstülpungen der Photosyntheseapparat untergebracht,
diese Einstülpungen werden auch als Chromatophoren bezeichnet werden.

## Genom
Auch das Genom von C. sphaeroides ist sehr interessant. Die Zellen besitzen zwei DNA-Moleküle (Bakterienchromosome) mit einer Länge von 3 Mbp (Megabasenpaare) bei CI und 0,9 Mbp bei CII. Dazu kommen fünf natürlich vorkommende Plasmide.
Viele Gene sind zwischen den beiden Chromosomen dupliziert, aber scheinen unterschiedlich reguliert zu sein.
Viele der offenen Leserahmen (OLRs, englisch open reading frames, ORFs) auf CII scheinen für Proteine mit von andren zellulären Organismen her nicht bekannter Funktion zu kodieren.
Wenn Gene mit unbekannter Funktion auf CII gestört werden, kommt es zu vielen Arten von Auxotrophie (es werden zum Leben zusätzliche essenzielle Substanzen benötigt), was verdeutlicht, dass CII nicht nur eine verkürzte Version von CI ist.

## Kleine nichtcodierende RNA
Kleine bakterielle RNAs (sRNAs) wurden als Bestandteile vieler Genregulationsnetzwerke identifiziert.
In C. sphaeroides wurden experimentell zwanzig sRNAs identifiziert. Es wurde gezeigt, dass die häufigsten von Singulett-Sauerstoff (1O2) beeinflusst werden.
1O2, das photooxidativen Stress erzeugt, wird von Bakteriochlorophyll unter Einwirkung von Sauerstoff und Licht gebildet.
- Es stellte sich heraus, dass eine der 1O2-induzierten sRNAs, SorY (1O2-Resistenz-RNA Y), unter verschiedenen Stressbedingungen induziert (gezielt gebildet) wird und Resistenz gegen 1O2 vermittelt, indem sie einen Metaboliten-Transporter beeinflusst.[8]

- SorX ist die zweite 1O2-induzierte sRNA, die oxidativem Stress entgegenwirkt, indem sie die mRNA für einen Transporter anvisiert. Sie wirkt sich auch auf die Resistenz gegen organische Hydroperoxide aus.[9]

- Ebenfalls eine Rolle bei der Resistenz gegen photooxidativen Stress spielt nachweislich ein Cluster von vier homologen sRNAs mit der Bezeichnung CcsR (ein Akronym für das konservierte CCUCCUCCC-Motiv der stressinduzierten RNA).[10]

- Die in C. sphaeroides identifizierte Photosynthese-Kontroll-RNA Z, PcrZ (photosynthesis control RNA Z), ist eine sRNA, die der redoxabhängigen Induktion von Photosynthesegenen entgegenwirkt, die durch Proteinregulatoren vermittelt wird.[11]

## Stoffwechsel
C. sphaeroides kodiert für mehrere terminale Oxidasen, die den Elektronentransfer zu Sauerstoff und anderen Elektronenakzeptoren – wie z. B. Dimethylsulfoxid (DMSO) oder Trimethylaminoxid (TMAO) – ermöglichen.
Daher kann dieser Mikroorganismus sowohl unter oxischen, mikro-oxischen und anoxischen Bedingungen und sowohl unter Licht- als auch unter Dunkelheitsbedingungen atmen.
Darüber hinaus ist er in der Lage, eine Vielzahl von Kohlenstoffsubstraten aufzunehmen, darunter C1- bis C4-Moleküle, Zucker und Fettsäuren.
In seinem Genom sind mehrere Wege für den Glukoseabbau vorhanden, wie der Embden-Meyerhof-Parnas-Weg (EMP), der Entner-Doudoroff-Weg (ED) und der Pentosephosphat-Weg (PP).
Der ED-Weg ist der vorherrschende glykolytische Weg in diesem Mikroorganismus,
während der EMP-Weg nur in geringem Maße dazu beiträgt.
Schwankungen in der Nährstoffverfügbarkeit haben starke Auswirkungen auf die Physiologie dieses Bakteriums.
So aktiviert beispielsweise eine Abnahme der Sauerstoffkonzentration die Synthese der Photosynthesemaschinerie (einschließlich Photosysteme, Lichtsammelkomplexe und Pigmente).
Außerdem führt eine Verarmung des Stickstoffs im Medium zur intrazellulären Akkumulation von Polyhydroxybutyrat, einem Reservepolymer (d. h. einem  Reservestoff in Form eines Biopolymers, vgl. Stärke und Glykogen).

## Anwendungen
Für diese Spezies gibt es ein Stoffwechselmodell (englisch metabolic network model) auf Genomebene, mit dem sich die Auswirkungen von Genmanipulationen auf die Stoffwechselflüsse vorhersagen lassen.
Zur Erleichterung der Genom-Editierung bei dieser Spezies wurde ein Tool auf Basis der Genschere CRISPR/Cas9-Basis entwickelt (2019) und später erweitert (2020).
Darüber hinaus wurde im Detail die Aufteilung der intrazellulären Stoffflüsse (englisch partitioning of intracellular fluxes, fluxomics) untersucht, unter anderem mit Hilfe von 13-Glukose-Isotopomeren.
Insgesamt können diese Werkzeuge zur Verbesserung von C. sphaeroides als zellulär Fabrik für die industrielle Biotechnologie eingesetzt werden.
Die Kenntnis der Physiologie von C. sphaeroides ermöglichte die Entwicklung biotechnologischer Verfahren für die Produktion einiger endogener Verbindungen. Dazu gehören Wasserstoff (H2), Polyhydroxybutyrat und Isoprenoide (z. B. Coenzym Q10 und Carotinoide).
Darüber hinaus wird dieser Mikroorganismus auch zur Abwasserbehandlung eingesetzt.
Die Wasserstofferzeugung erfolgt über die Aktivität des Enzyms Nitrogenase, während die Isoprenoide auf natürliche Weise über den endogenen MEP-Weg (Methylerythritolphosphatweg) synthetisiert werden. Dieser körpereigene Stoffwechselweg wurde gentechnisch optimiert, um die Synthese von Coenzym Q10 zu verbessern.
Alternativ wurde die Isoprenoidsynthese durch die Einführung eines heterologen Mevalonatweg verbessert.
Das von der synthetischen Biologie angetriebene Engineering des Stoffwechsels von C. sphaeroides in Kombination mit dem funktionellen Ersatz des MEP-Wegs durch den Mevalonatweg ermöglichte eine weitere Steigerung der Bioproduktion von Isoprenoiden durch diese Spezies.
Yunlai Yu et al. stellten Mitte 2023 ein künstliches hierarchisch aufgebautes photokatalytisches System, das einen natürlichen Chloroplasten mit dem Photosyntheseapparat von C. sphaeroides nachahmt, aber mit einem Wirkungsgrad von 15 % effizienter ist als die natürliche Photosynthese. Es wandelt bei Belichtung in Wasser gelöstes Kohlendioxid (CO2 bzw. Kohlensäure H2CO3) mithilfe von Licht in Methan um.
Das Herzstück des neuen künstlichen Photosynthesesystems ist eine hochstabile Nanomizelle (englisch nanomicelle), ein spezielles Polymer, das ein hydrophiles (wasserliebendes) und ein hydrophobes (wasserabstoßendes) Ende besitzt und sich daher im Wasser selbst zu einem kugelförmigen künstlichen Chromatophor anordnen kann.
Die Entdeckung bzw. Entwicklung könnte langfristig helfen, die für die Energiewende nötige Kohlenstoffneutralität zu erreichen.

## Systematik
Die Diskussion über die Taxonomie der Art, Gattung und Familie ist derzeit (Mitte 2023) noch im vollen Gang.
Insbesondere die Gattungszugehörigkeit und die Abgrenzung der einzelnen Stämme sind immer noch nicht stabil.
Die hier wiedergegebene Systematik folgt der List of Prokaryotic names with Standing in Nomenclature (LPSN) mit Ergänzungen nach der Taxonomie des National Center for Biotechnology Information (NCBI) und der Genome Taxonomy Database (GTDB) mit Stand 21. August 2023.
Phylum: Pseudomonadota (veraltet: Proteobacteria)
- Klasse: Alphaproteobacteria Garrity et al. 2006:
  - Ordnung: Rhodobacterales Garrity et al. 2006
    - Familie: Paracoccaceae Liang et al. 2022 (nach LPSN und NCBI ein veraltetes Synonym: Rhodobacteraceae Garrity et al. 2006, wird aber in der GTDB noch benutzt)
      - Gattung: Cereibacter Suresh et al. 2015  (früher in Rhodobacter Imhoff et al. 1984 emend. Wang et al. 2014 bzw. Imhoff et al. 1984 emend. Srinivas et al. 2007; Rhodopseudomonas Czurda and Maresch 1937 (Approved Lists 1980) emend. Imhoff et al. ; nach GTDB in Abspaltung Cereibacter_A)
        - Spezies: Cereibacter sphaeroides  (van Niel 1944) Hördt et al. 2020  (Synonyme s. u.), inklusive Rhodobacter sp. ATCC BAA-808 und Rubrivivax sp. ATCC 55304
          - Stamm: Van Niel's ATH 2.4.1 (kurz Niels ATH 2.4.1, ATH 2.4.1 oder nur 2.4.1)

Frühere Bezeichnungen für die Spezies nach LPSN (L) und NCBI (N):
- Basionym:
  - Rhodopseudomonas spheroides van Niel 1944 (N)
- Heterotypische Synonyme:
  - als Art der Gattung Rhodococcus:
    - Rhodococcus capsulatus Molisch 1907 (N)
    - Rhodococcus minor Molisch 1907 (N)

  - als Art der Gattung Rhodosphaera:
    - Rhodosphaera capsulata (Molisch) Buchanan 1918 (N)
    - Rhodosphaera minor (Molisch) Bergey et al. 1923 (N)

  - als Art der Gattung Rhodorhagus bzw. Rhodorrhagus:
    - Rhodorhagus capsulatus (Molisch) Bergey et al. 1925 (N)
    - Rhodorhagus minor (Molisch) Bergey et al. 1925 (N)
    - Rhodorrhagus capsulatus Bergey et al. 1939 (N)
    - Rhodorrhagus spheroides (van Niel) Brisou 1955 (N)
- Homotypische Synonyme:
  - Luteovulum sphaeroides (van Niel 1944) Suresh et al. 2020 (L)
  - Rhodopseudomonas sphaeroides van Niel 1944 (L)
  - Rhodobacter sphaeroides (van Niel 1944) Imhoff et al. 1984 (L) – Schreibvariante des Basionyms nach NCBI

Weitere Aliasse des Referenzstamms nach LPSN (L), NCBI (N) und BacDive (B):
- ATCC:17023 (B,N)
- ATCC 11167 (B)
- ATCC 14690 (B)
- BCRC 16407 (B)
- CCUG 31486 (B,L,N)
- CECT 300 (B,L)
- CGMCC 1.1737 (B)
- CGMCC 1.3368 (B)
- CIP 60.6 (B,L,N)
- DSM 158 (B,L,N)[32]
- IAM 14237 (B)
- IFO 12203 (B,L,N)
- JCM 6121 (B,L,N)
- KCTC:1434 (B,N)
- BCCM/LMG 2827 (B,L,N)
- NBRC 12203 (B,L,N)
- NCIB 8253 (B)
- NCIMB 8253 (B)
- NCIMB 8287 (B)

Weitere Stämme der Spezies neben dem Referenzstamm nach NCBI (N) und BacDive (B):
- ATCC 17025 (N)
- ATCC 17029 (N)
- ATCC BAA-808 (N)[A. 2]
- ATCC 55304 (N)[A. 3]
- DSM 2340 = R26 = R-26 (B)
- DSM 159 = Pfennig 1760-1 (B)
- DSM 160 = France-y (B)
- DSM 8371 = Si 4 (B)
- DSM 9483 = Meski (B)
- DSM 9484 = VEN A (B)
- CCUG 31485 = ATCC 21286 = LMG 2823 (B)
- GA (N)
- KD131 (N)
- WS8N (N)

Unterarten etc. sind nach NCBI:
- [Luteovulum] sphaeroides subsp. megalophilum
- Cereibacter sphaeroides f. sp. denitrificans

Die GTDB hat den Referenzstamm aufgetrennt, womit als eigenständige Stämme in Erscheinung treten:
- 2.4.1 (Referenzstamm)
- 2.4.1 (Eugene, Oregon)
- 2.4.1 (Broad Institute, MIT/Harvard, 2012-06-25)
- 2.4.1 (Broad Institute, MIT/Harvard, 2012-06-15)
- 2.4.1 (Univ. of Appl. Sci. Mittweida)
- 2.4.1 (Universal Sequencing Corporation)
- DSM 158[32]
- DSM 18937
- NBRC 12203

Gültiger Name und Verschiebungen
Nach dem Vorschlag von Hördt et al. (2020) wurde die Spezies aus der Gattung Rhodobacter verschoben zur Gattung Cereibacter. Damit verbunden war die Umbenennung:
- Rhodobacter sphaeroides ⇒ Cereibacter sphaeroides

Der derzeit (August 2023) gültige Name ist daher übereinstimmend nach LPSN und NCBI
- Cereibacter sphaeroides (van Niel 1944) Hördt et al. 2020[29][30]

In der GTDB ist die Spezies von der Gattung Cereibacter abgetrennt und in eine Gattung mit vorläufiger Bezeichnung Cereibacter_A verschoben (Stand August 2023). Damit verbunden ist die (provisorische) Umbenennung:
- Cereibacter sphaeroides ⇒ Cereibacter_A sphaeroides

Die Stämme mit den Bezeichnungen AB170, AB171, AB172 und AB173 (NCBI: Cereibacter sphaeroides strain AB170/Ab171/Ab172/AB173) sind in der GTDB von der Spezies abgetrennt und einer Spezies mit der vorläufigen Bezeichnung Cereibacter_A sp002407205 (NCBI: Rhodobacter sp. CZR27) zugeschlagen.

## Etymologie
Die Namensherkunft ist nach der LPSN wie folgt:
- Der aktuelle Gattungsname Cereibacter leitet sich an von lateinisch cereus ‚wächsern‘ oder ‚wachsfarben‘ und neulateinisch bacter ‚Stab‘ bzw. ‚Stäbchen‘; der Name bedeutet also ‚wachsfarbenes Stäbchen‘.
- Die Spezies gehörte früher zur Gattung Rhodobacter, deren Bezeichnung sich ableitet von altgriechisch ῥόδον rhodon, deutsch ‚Rose‘ (als rotblühend gedacht) und neulateinisch bacter; der Name bedeutet also ‚rotes Stäbchen‘.
- Die Spezies wurde manchmal früher auch in die Gattung Rhodopseudomonas gestellt. deren Namen sich wieder ableitet von altgriechisch ῥόδον rhodon und dem Namen der Bakteriengattung Pseudomonas, deutet also auf eine rote Variante dieser Gattung hin.
- Das Art-Epitheton sphaeroides (bzw. die frühere Schreibvariante spheroides) leitet sich ab von altgriechisch σφαῖρα sphaîra, lateinisch sphaera, deutsch ‚Sphäre‘, ‚Hülle‘ bzw. ‚Kugel‘, ‚Ball‘; sowie altgriechisch εἶδος eîdos, deutsch ‚das, was man sieht‘, ‚Form‘, ‚Gestalt‘, ‚Figur‘, ‚ähnlich‘ und daraus neulateinisch sphaeroides ‚kugelförmig‘.